# Moderne Tests der Lorentzinvarianz
Moderne Tests der Lorentzinvarianz dienen zur Überprüfung der grundlegenden Aussagen der speziellen Relativitätstheorie bzw. des Äquivalenzprinzips der allgemeinen Relativitätstheorie. Die mit der Lorentzinvarianz zusammenhängenden Effekte betreffen vor allem das Relativitätsprinzip, die Konstanz der Lichtgeschwindigkeit in allen Inertialsystemen, die CPT-Symmetrie, und die damit verbundenen Aussagen des Standardmodells der Teilchenphysik. Eine wesentliche Motivation dieser Experimente sind mögliche Verletzungen der Lorentz- und CPT-Invarianz, die aus diversen Variationen der Quantengravitation oder anderen Alternativen zur speziellen und allgemeinen Relativitätstheorie folgen könnten.
Mögliche Verletzungen der Lorentz- und CPT-Invarianz werden durch Testtheorien der speziellen Relativitätstheorie oder effektive Feldtheorien (EFT) wie die Standardmodellerweiterung (SME) theoretisch dargelegt. Hier wird das Standardmodell als grundsätzlich gültig angesehen, jedoch können darin lorentzverletzende Effekte durch Annahme eines bevorzugten Bezugssystems graduell eingeführt werden. Beispielsweise würden Verletzungen der Dispersionsrelation zu einer Abweichung zwischen der Lichtgeschwindigkeit und der Grenzgeschwindigkeit der Materie führen.
Es wurden sowohl terrestrische als auch astronomische Experimente (an Photonen, Nukleonen, Elektronen, Neutrinos etc.) durchgeführt. In den veröffentlichten Arbeiten konnte bislang keine Verletzung der Lorentzinvarianz festgestellt werden, und Ausnahmefälle, bei denen positive Ergebnisse vermeldet wurden, konnten bislang nicht bestätigt werden. Für eine detaillierte Übersicht siehe Mattingly (2005), und für detaillierte Datenangaben
siehe Kostelecký & Russell (2013).
Für einen aktuellen und historischen Überblick, siehe Liberati (2013). Für einen allgemeinen Überblick siehe Tests der speziellen Relativitätstheorie.

## Einschätzungen von Verletzungen der Lorentzinvarianz
Frühe Modelle mit denen die Möglichkeit von geringen Abweichungen von der Lorentzinvarianz eingeschätzt wurde, reichen bis in die 1960er zurück. Vor allem wurden eine Reihe von Testtheorien der speziellen Relativitätstheorie und effektiven Feldtheorien entwickelt, die zur Analyse von Experimenten verwendet werden können:
- Der „parametrisierte post-newtonschen Formalismus“ (PPN) wird als Testtheorie für die Allgemeine Relativitätstheorie (ART) und ihrer Alternativen verwendet, und enthält auch Parameter für lorentzverletzende Effekte durch bevorzugte Bezugssysteme oder Felder.
- Der Robertson-Mansouri-Sexl-Formalismus (RMS) enthält drei Parameter mit denen Abweichungen von der Isotropie der Lichtgeschwindigkeit bezüglich eines bevorzugten Bezugssystems angegeben werden können.
- Der c2-Formalismus (ein Spezialfall des allgemeineren THεμ-Formalismus) benutzt eine modifizierte Dispersionsbeziehung und beschreibt Lorentzverletzungen im Sinne einer Diskrepanz zwischen der Lichtgeschwindigkeit und der Grenzgeschwindigkeit von Materie in Anwesenheit eines bevorzugten Bezugssystems.[5]
- Doubly special relativity (doppelt-spezielle Relativitätstheorie, DSR) lässt die Planck-Energie bzw. die Planck-Länge invariant als minimale Skalen, ohne ein bevorzugtes Bezugssystem anzunehmen.
- Very special relativity (sehr spezielle Relativitätstheorie, VSR) enthält Raumzeitsymmetrien, die bestimmte Teilgruppen der Poincarégruppe darstellen. VSR ist nur im Kontext der lokalen Quantenfeldtheorie oder im Falle von CP-Erhaltung äquivalent zur SRT.
- Lorentzverletzungen werden auch im Zusammenhang mit alternativen Formulierungen zur Quantengravitation und der ART diskutiert, mit Ansätzen wie Schleifenquantengravitation, Emergente Gravitation, Einstein-Äthertheorie, Hořava-Lifshitz-Gravitation, oder Nichtkommutative Geometrie.

In vielen modernen Experimenten werden mögliche Lorentzverletzungen jedoch hauptsächlich mittels der Standardmodellerweiterung (SME) analysiert. Es wurde von Kostelecky und Mitarbeitern 1997 und danach entwickelt, vor allem um mögliche Effekte einer Theorie der Quantengravitation einschätzen zu können. Es enthält alle möglichen Lorentz- und CPT-verletzenden Koeffizienten, welche die Eichsymmetrie nicht verletzen, wobei diese Effekte durch Spontane Symmetriebrechung eingeführt werden. Sie betrifft nicht nur die SRT, sondern auch die ART und das Standardmodell. Modelle, deren Parameter in Beziehung zur SME gesetzt und somit als SME-Spezialfälle angesehen werden können, sind die älteren RMS und c2-Modelle, das Coleman-Glashow-Modell wo die SME-Koeffizienten auf Dimension-4-Operatoren und Rotationsinvarianz beschränkt werden, und das Gambini-Pullin-Modell bzw. das Meyers-Pospelov-Modell, welche Dimension-5-Operatoren von SME oder höhere enthält.

## Lichtgeschwindigkeit

### Terrestrisch
Experimente zur Messung von Abweichungen von der Isotropie der Lichtgeschwindigkeit werden mit optischen Resonatoren durchgeführt. Sie können als moderne Varianten des Michelson-Morley-Experiments aufgefasst werden. Ausgewertet werden diese Experimente häufig mit der Robertson-Mansouri-Sexl-Testtheorie (RMS), die eine Unterscheidung zwischen richtungs- und geschwindigkeitsbedingten Anisotropien erlaubt. Bei Michelson-Morley-Experimenten wird die Abhängigkeit der Lichtgeschwindigkeit von der Orientierung des Messaparats bzw. das Verhältnis der Längen in longitudinaler und transversaler Richtung überprüft. Hingegen bei Varianten des Kennedy-Thorndike-Experiments wird die Abhängigkeit der Lichtgeschwindigkeit von der Geschwindigkeit des Messapparats bzw. das Verhältnis der Längenkontraktion zur Zeitdilatation überprüft. Die aktuelle Genauigkeit, mit der eine Anisotropie der terrestrisch gemessenen Lichtgeschwindigkeit zwischen gleichförmig bewegten Reflektoren ausgeschlossen werden kann, liegt bei {\displaystyle 10^{-17}}, bezogen auf die Relativgeschwindigkeit zwischen dem Sonnensystem und dem Ruhesystem der kosmischen Hintergrundstrahlung von ca. 368 km/s.
Ebenso wird die Standardmodellerweiterung (SME) für die Eingrenzung vieler Isotropie-Koeffizienten benutzt. Dabei werden beispielsweise gerade- und ungerade Paritätskoeffizienten (3x3-Matrizen) {\displaystyle {\tilde {\kappa }}_{e-}}, {\displaystyle {\tilde {\kappa }}_{o+}} and {\displaystyle {\tilde {\kappa }}_{tr}} benutzt. Diese können folgendermaßen interpretiert werden: {\displaystyle {\tilde {\kappa }}_{e-}} steht für anisotrope Verschiebungen in der Zweiweg-(hin und zurück)-Lichtgeschwindigkeit, {\displaystyle {\tilde {\kappa }}_{o+}} steht für anisotrope Einweg-Geschwindigkeitsdifferenzen von entgegengesetzten Strahlen, und {\displaystyle {\tilde {\kappa }}_{tr}} steht für isotrope (richtungsunabhängige) Verschiebungen der Phasenlichtgeschwindigkeit in einer Richtung. Bei diesen Variationen und Anisotropien der Lichtgeschwindigkeit muss allerdings beachtet werden, dass sie abhängig sind von der Wahl der Koordinaten, und bei passender Wahl von Koordinatentransformationen und Feldneudefinitionen zum Verschwinden gebracht werden können. Das führt allerdings nicht dazu, dass die damit verbundenen Lorentzverletzungen ebenfalls verschwinden, sondern sie werden nur vom Photonensektor in den Materiesektor von SME verschoben, wodurch die Aussagekraft der Tests als Überprüfung der Lorentzverletzung nicht eingeschränkt wird. Gewöhnliche optische Resonatoren sind hauptsächlich für Tests der Effekte mit gerader Parität geeignet, und haben nur geringe Aussagekraft für Effekte mit ungerader Parität. Um letztere genauer zu testen, werden asymmetrische Resonatoren benutzt. Weitere Koeffizienten im Photonsektor, welche nicht in den Materiesektor umdefiniert werden können, da die Lichtausbreitung verschiedener Strahlen direkt miteinander verglichen wird, führen zu Vakuumdispersion und Vakuumdoppelbrechung.
Bocquet et al. (2010) suchten auf eine andere Weise nach einer {\displaystyle {\tilde {\kappa }}_{o+}}-Anisotropie der Lichtgeschwindigkeit. Es wurden dabei Veränderungen im Dreierimpuls von Photonen während der Erdrotation durch Messung der Comptonstreuung von relativistischen Elektronen ins Auge gefasst.
| Autor            | Jahr | RMS                                                   | RMS                                            | SME                                                      | SME                                                      | SME                                            |
| Autor            | Jahr | Richtung                                              | Geschwindigkeit                                | {\displaystyle {\tilde {\kappa }}_{e-}}                  | {\displaystyle {\tilde {\kappa }}_{o+}}                  | {\displaystyle {\tilde {\kappa }}_{tr}}        |
| ---------------- | ---- | ----------------------------------------------------- | ---------------------------------------------- | -------------------------------------------------------- | -------------------------------------------------------- | ---------------------------------------------- |
| Michimura et al. | 2013 |                                                       |                                                |                                                          | {\displaystyle 0{,}7\pm 1\times 10^{-14}}                | {\displaystyle -0{,}4\pm 0{,}9\times 10^{-10}} |
| Baynes et al.    | 2012 |                                                       |                                                |                                                          |                                                          | {\displaystyle 3\pm 11\times 10^{-10}}         |
| Baynes et al.    | 2011 |                                                       |                                                |                                                          | {\displaystyle 0{,}7\pm 1{,}4\times 10^{-12}}            | {\displaystyle 3{,}4\pm 6{,}2\times 10^{-9}}   |
| Hohensee et al.  | 2010 |                                                       |                                                | {\displaystyle 0{,}8(0{,}6)\times 10^{-16}}              | {\displaystyle -1{,}5(1{,}2)\times 10^{-12}}             | {\displaystyle -1{,}5(0{,}74)\times 10^{-8}}   |
| Bocquet et al.   | 2010 |                                                       |                                                |                                                          | {\displaystyle \leq 1{,}6\times 10^{-14}}                |                                                |
| Herrmann et al.  | 2009 | {\displaystyle (4\pm 8)\times 10^{-12}}               |                                                | {\displaystyle (-0{,}31\pm 0{,}73)\times 10^{-17}}       | {\displaystyle (-0{,}14\pm 0{,}78)\times 10^{-13}}       |                                                |
| Eisele et al.    | 2009 | {\displaystyle (-1{,}6\pm 6\pm 1{,}2)\times 10^{-12}} |                                                | {\displaystyle (0{,}0\pm 1{,}0\pm 0{,}3)\times 10^{-17}} | {\displaystyle (1{,}5\pm 1{,}5\pm 0{,}2)\times 10^{-13}} |                                                |
| Tobar et al.     | 2009 |                                                       | {\displaystyle -4{,}8(3{,}7)\times 10^{-8}}    |                                                          |                                                          |                                                |
| Tobar et al.     | 2009 |                                                       |                                                |                                                          |                                                          | {\displaystyle -0{,}3\pm 3\times 10^{-7}}      |
| Müller et al.    | 2007 |                                                       |                                                | {\displaystyle (7{,}7(4{,}0))\times 10^{-16}}            | {\displaystyle (1{,}7(2{,}0))\times 10^{-12}}            |                                                |
| Carone et al.    | 2006 |                                                       |                                                |                                                          |                                                          | {\displaystyle \lesssim 3\times 10^{-8}}       |
| Stanwix et al.   | 2006 | {\displaystyle 9{,}4(8{,}1)\times 10^{-11}}           |                                                | {\displaystyle (-6{,}9(2{,}2))\times 10^{-16}}           | {\displaystyle (-0{,}9(2{,}6))\times 10^{-12}}           |                                                |
| Herrmann et al.  | 2005 | {\displaystyle (-2{,}1\pm 1{,}9)\times 10^{-10}}      |                                                | {\displaystyle (-3{,}1(2{,}5))\times 10^{-16}}           | {\displaystyle (-2{,}5(5{,}1))\times 10^{-12}}           |                                                |
| Stanwix et al.   | 2005 | {\displaystyle -0{,}9(2{,}0)\times 10^{-10}}          |                                                | {\displaystyle (-0{,}63(0{,}43))\times 10^{-15}}         | {\displaystyle (0{,}20(0{,}21))\times 10^{-11}}          |                                                |
| Antonini et al.  | 2005 | {\displaystyle (+0{,}5\pm 3\pm 0{,}7)\times 10^{-10}} |                                                | {\displaystyle (-2\pm 0{,}2)\times 10^{-14}}             |                                                          |                                                |
| Wolf et al.      | 2004 |                                                       |                                                | {\displaystyle (-5{,}7\pm 2{,}3)\times 10^{-15}}         | {\displaystyle (-1{,}8\pm 1{,}5)\times 10^{-11}}         |                                                |
| Wolf et al.      | 2004 | {\displaystyle (+1{,}2\pm 2{,}2)\times 10^{-9}}       | {\displaystyle (3{,}7\pm 3{,}0)\times 10^{-7}} |                                                          |                                                          |                                                |
| Müller et al.    | 2003 | {\displaystyle (+2{,}2\pm 1{,}5)\times 10^{-9}}       |                                                | {\displaystyle (1{,}7\pm 2{,}6)\times 10^{-15}}          | {\displaystyle (14\pm 14)\times 10^{-11}}                |                                                |
| Lipa et al.      | 2003 |                                                       |                                                | {\displaystyle (1{,}4\pm 1{,}4\times 10^{-13}}           | {\displaystyle \leq 10^{-9}}                             |                                                |
| Wolf et al.      | 2003 | {\displaystyle (+1{,}5\pm 4{,}2)\times 10^{-9}}       |                                                |                                                          |                                                          |                                                |
| Braxmaier et al. | 2002 |                                                       | {\displaystyle (1{,}9\pm 2{,}1)\times 10^{-5}} |                                                          |                                                          |                                                |
| Hils and Hall    | 1990 |                                                       | {\displaystyle 6{,}6\times 10^{-5}}            |                                                          |                                                          |                                                |
| Brillet and Hall | 1979 | {\displaystyle \lesssim 5\times 10^{-9}}              |                                                | {\displaystyle \lesssim 10^{-15}}                        |                                                          |                                                |

### Sonnensystem
Neben terrestrischen werden auch astrometrische Tests mit Lunar Laser Ranging (LLR), also dem Lasersignalaustausch zwischen Erde und Mond, durchgeführt. Gewöhnlich werden diese Messungen zwar als Tests der allgemeinen Relativitätstheorie aufgefasst und mittels des „parametrisierten post-newtonschen Formalismus“ analysiert – doch diese Messungen können auch als Tests der speziellen Relativitätstheorie dienen, da die Konstanz der Lichtgeschwindigkeit dabei angewendet wird und Abweichungen davon sich als Distanz- bzw. Orbitalveränderungen zeigen würden. Beispielsweise konnten Zoltán Bay und White (1981) durch Analyse der planetaren Radardaten und LLR die empirischen Grundlagen der Lorentz-Gruppe und somit der speziellen Relativitätstheorie aufzeigen.
Müller et al. (1995, 1999) führten eine Variante des oben erwähnten Kennedy-Thorndike-Experiments mit LLR durch. Eine Abhängigkeit der Lichtgeschwindigkeit von der Geschwindigkeit des Beobachters relativ zu einem bevorzugten Bezugssystem müsste zu Veränderungen der Laufzeit und somit zu Variationen in der gemessenen Entfernung Erde-Mond führen. Das kann nur ausgeglichen werden wenn Längenkontraktion und Zeitdilatation die exakt relativistischen Werte annehmen. Das Ergebnis war negativ, mit einer maximalen RMS-Geschwindigkeitsabhängigkeit von {\displaystyle (-5\pm 12)\times 10^{-5}}, was vergleichbar ist mit den Experimenten von Hils und Hall (1990, siehe Tabelle oben rechts).

### Vakuumdispersion
Neben den oben erwähnten Isotropiemessungen wird in astronomischen Experimenten Dispersion, also die Abhängigkeit der Geschwindigkeit des Lichts entfernter Lichtquellen von seiner Energie bzw. Frequenz untersucht. Gewöhnlich wird angenommen, dass wenn Abweichungen auftreten, dann sollten diese bei Photonenenergien beginnend ab der Planck-Energie von ca. 1,22 × 1019 GeV messbar werden. In folgenden Arbeiten wurde bei Untersuchungen von Gammablitzen und anderen astronomischen Quellen nach solchen Abweichungen gesucht. Es konnte allerdings, bei immer größerer Genauigkeit, keine Energieabhängigkeit bzw. Verletzungen der Lorentzinvarianz festgestellt werden, wobei die Fermi-Gruppe sogar Photonenenergien von bis zu 31 GeV untersuchte. Da es in diesem Bereich längst zu Abweichungen hätte kommen sollen, ist diese Klasse von Theorien der Quantengravitation praktisch ausgeschlossen.
| Name                 | Jahr   | Untere Grenze in GeV                            | Untere Grenze in GeV                            |
|                      |        | 95 % C.L.                                       | 99 % C.L.                                       |
| -------------------- | ------ | ----------------------------------------------- | ----------------------------------------------- |
| Vasileiou et al.     | 2013   | {\displaystyle >7{,}6\times E_{\mathrm {Pl} }}  |                                                 |
| Fermi-LAT-GBM-Gruppe | 2009   | {\displaystyle >3{,}42\times E_{\mathrm {Pl} }} | {\displaystyle >1{,}19\times E_{\mathrm {Pl} }} |
| H.E.S.S.-Gruppe      | 2008   | {\displaystyle \geq 7{,}2\times 10^{17}}        |                                                 |
| MAGIC-Gruppe         | 2007   | {\displaystyle \geq 0{,}21\times 10^{18}}       |                                                 |
| Lamon et al.         | 2008   | {\displaystyle \geq 3{,}2\times 10^{11}}        |                                                 |
| Martinez et al.      | 2006   | {\displaystyle \geq 0{,}66\times 10^{17}}       |                                                 |
| Ellis et al.         | 2006/8 | {\displaystyle \geq 1{,}4\times 10^{16}}        |                                                 |
| Boggs et al.         | 2004   | {\displaystyle \geq 1{,}8\times 10^{17}}        |                                                 |
| Ellis et al.         | 2003   | {\displaystyle \geq 6{,}9\times 10^{15}}        |                                                 |
| Ellis et al.         | 2000   | {\displaystyle \geq 10^{15}}                    |                                                 |
| Schaefer             | 1999   | {\displaystyle \geq 2{,}7\times 10^{16}}        |                                                 |
| Biller               | 1999   | {\displaystyle >4\times 10^{16}}                |                                                 |
| Kaaret               | 1999   | {\displaystyle >1{,}8\times 10^{15}}            |                                                 |

### Vakuumdoppelbrechung
Durch Verletzungen der Lorentzinvarianz (wie beispielsweise beim Vorhandensein eines bevorzugten Bezugssystems) könnte es auch zu Doppelbrechung im Vakuum und Paritätsverletzungen kommen. Geforscht wird nach den damit zusammenhängenden Abweichungen der Polarisation von Photonen, beispielsweise der Drehung der Polarisationsebene durch Geschwindigkeitsunterschiede zwischen rechts- und linkspolarisierten Photonen. Hierbei werden Gammablitze, Galaxienstrahlung, und die kosmische Mikrowellenhintergrundstrahlung überprüft. Folgende Arbeiten enthalten einige durch die Standardmodellerweiterung vorgegebenen Koeffizienten {\displaystyle k_{(V)00}^{(3)}} bzw. {\displaystyle k_{(V)00}^{(5)}} für Lorentzverletzungen durch Doppelbrechung, wobei 3 bzw. 5 die benutzten Massendimensionen darstellen. Letzteres entspricht dem Ausdruck {\displaystyle \xi } in der Meyers-Pospelov EFT durch {\displaystyle \textstyle k_{(V)00}^{(5)}={\frac {3{\sqrt {4\pi }}\xi }{5m_{\mathrm {P} }}}}, wo {\displaystyle m_{\mathrm {P} }} die Planckmasse ist. Bislang wurden keine Verletzungen der Lorentzinvarianz festgestellt. Die ESO hat jedoch erste Hinweise zum Vorhandensein der Vakuumdoppelbrechung gefunden.
| Name                | Jahr | SME-Grenzen                                      | SME-Grenzen                               | EFT-Grenzen ({\displaystyle \xi })        |
| Name                | Jahr | {\displaystyle k_{(V)00}^{(3)}} in GeV           | {\displaystyle k_{(V)00}^{(5)}} in GeV−1  | EFT-Grenzen ({\displaystyle \xi })        |
| ------------------- | ---- | ------------------------------------------------ | ----------------------------------------- | ----------------------------------------- |
| Götz et al.         | 2013 |                                                  | {\displaystyle \leq 5{,}9\times 10^{-35}} | {\displaystyle \leq 3{,}4\times 10^{-16}} |
| Toma et al.         | 2012 |                                                  | {\displaystyle \leq 1{,}4\times 10^{-34}} | {\displaystyle \leq 8\times 10^{-16}}     |
| Laurent et al.      | 2011 |                                                  | {\displaystyle \leq 1{,}9\times 10^{-33}} | {\displaystyle \leq 1{,}1\times 10^{-14}} |
| Stecker             | 2011 |                                                  | {\displaystyle \leq 4{,}2\times 10^{-34}} | {\displaystyle \leq 2{,}4\times 10^{-15}} |
| Kostelecký et al.   | 2009 |                                                  | {\displaystyle \leq 1\times 10^{-32}}     | {\displaystyle \leq 9\times 10^{-14}}     |
| QUaD Collaboration  | 2008 | {\displaystyle \leq 2\times 10^{-43}}            |                                           |                                           |
| Kostelecký et al.   | 2008 | {\displaystyle =(2{,}3\pm 5{,}4)\times 10^{-43}} |                                           |                                           |
| Maccione et al.     | 2008 |                                                  | {\displaystyle \leq 1{,}5\times 10^{-28}} | {\displaystyle \leq 9\times 10^{-10}}     |
| Komatsu et al.      | 2008 | {\displaystyle =(1{,}2\pm 2{,}2)\times 10^{-43}} |                                           |                                           |
| Kahniashvili et al. | 2008 | {\displaystyle \leq 2{,}5\times 10^{-43}}        |                                           |                                           |
| Xia et al.          | 2008 | {\displaystyle =(2{,}6\pm 1{,}9)\times 10^{-43}} |                                           |                                           |
| Cabella et al.      | 2007 | {\displaystyle =(2{,}5\pm 3{,}0)\times 10^{-43}} |                                           |                                           |
| Fan et al.          | 2007 |                                                  | {\displaystyle \leq 3{,}4\times 10^{-26}} | {\displaystyle \leq 2\times 10^{-7}}      |
| Feng et al.         | 2006 | {\displaystyle =(6{,}0\pm 4{,}0)\times 10^{-43}} |                                           |                                           |
| Gleiser et al.      | 2001 |                                                  | {\displaystyle \leq 8{,}7\times 10^{-23}} | {\displaystyle \leq 2\times 10^{-4}}      |
| Carroll et al.      | 1990 | {\displaystyle \leq 2\times 10^{-42}}            |                                           |                                           |

## Grenzgeschwindigkeit von Materie

### Schwellenenergie-Effekte
Veränderte Dispersionsbeziehungen durch Lorentzverletzungen können zu Schwellenenergie-(Threshold)-Effekten führen, die ansonsten nicht möglich wären. Dies ist beispielsweise der Fall, wenn die Grenzgeschwindigkeit von Teilchen die eine Ladungsstruktur besitzen (wie Protonen, Elektronen, Neutrinos), und Photonen unterschiedlich ausfällt. Abhängig davon, welche von diesen Teilchenarten Überlichtgeschwindigkeit erreicht, wird vor allem nach folgenden Effekten gesucht:
- Photonenzerfall, wenn die Geschwindigkeit der Photonen größer als die Grenzgeschwindigkeit anderer Teilchen ist. Die Photonen zerfallen in sehr kurzer Zeit in verschiedene Teilchen, was bedeutet, dass hochenergetisches Licht aus sehr großen Entfernungen die Erde nicht mehr erreichen könnte. Das bloße Vorhandensein von hochenergetischem Licht aus entfernten astronomischen Regionen schränkt mögliche Unterschiede zwischen der Lichtgeschwindigkeit und der Grenzgeschwindigkeit anderer Teilchen ein.
- Vakuum-Tscherenkow-Effekt, wenn die Grenzgeschwindigkeit geladener Teilchen größer als die Lichtgeschwindigkeit ist. Hier kann es zur Emission von Bremsstrahlung in verschiedenen Formen kommen, bis die Schwellenenergie unterschritten wird. Dies ist analog zur bekannten Tscherenkow-Strahlung in Medien, in dem sich Teilchen schneller bewegen als die Phasenlichtgeschwindigkeit in diesem Medium. Lorentzverletzungen aufgrund dieses Effektes können eingeschränkt werden, wenn Teilchen wie beispielsweise  Ultrahochenergetische kosmische Strahlung (UHECR) aus entfernten astronomischen Regionen auf der Erde ankommen. Je größer die Energie, desto geringer die Möglichkeit von Abweichungen ihrer Grenzgeschwindigkeit von der Lichtgeschwindigkeit.
- Veränderung der Synchrotronstrahlung aufgrund von unterschiedlicher Grenzgeschwindigkeit zwischen geladenen Teilchen und Licht.
- Der GZK-Cutoff könnte durch entsprechende Lorentzverletzungen ebenfalls aufgehoben werden. Da der Cutoff in neueren Messungen jedoch mit hoher Wahrscheinlichkeit nachgewiesen wurde, können mögliche Lorentzverletzungen erheblich eingeschränkt werden.

Diese Effekte grenzen zusammen mögliche Abweichungen zwischen Grenzgeschwindigkeit und Lichtgeschwindigkeit beidseitig ein, wie in folgender Tabelle zu sehen ist. Da astronomische Messungen jedoch auch Zusatzannahmen – betreffend die oft nur annähernd bekannten Verhältnisse bei der Emission – enthalten, ergeben terrestrische Messungen eine größere Sicherheit, allerdings fallen die bestimmten EFT-Grenzwerte für Abweichungen in den Grenzgeschwindigkeiten etwas geringer aus:
| Name                 | Jahr | EFT-Grenzwerte                             | EFT-Grenzwerte                            | EFT-Grenzwerte                        | EFT-Grenzwerte                            | Teilchen | Astr./Terr. |
|                      |      | Photonenzerfall                            | Tscherenkow                               | Synchrotron                           | GZK                                       |          |             |
| -------------------- | ---- | ------------------------------------------ | ----------------------------------------- | ------------------------------------- | ----------------------------------------- | -------- | ----------- |
| Stecker              | 2014 |                                            | {\displaystyle \leq 5\times 10^{-21}}     |                                       |                                           | Electron | Astr.       |
| Stecker & Scully     | 2009 |                                            |                                           |                                       | {\displaystyle \leq 4{,}5\times 10^{-23}} | UHECR    | Astr.       |
| Altschul             | 2009 |                                            |                                           | {\displaystyle \leq 5\times 10^{-15}} |                                           | Electron | Terr.       |
| Hohensee et al.      | 2009 | {\displaystyle \leq -5{,}8\times 10^{-12}} | {\displaystyle \leq 1{,}2\times 10^{-11}} |                                       |                                           | Electron | Terr.       |
| Bi et al.            | 2008 |                                            |                                           |                                       | {\displaystyle \leq 3\times 10^{-23}}     | UHECR    | Astr.       |
| Klinkhamer & Schreck | 2008 | {\displaystyle \leq -9\times 10^{-16}}     | {\displaystyle \leq 6\times 10^{-20}}     |                                       |                                           | UHECR    | Astr.       |
| Klinkhamer & Risse   | 2007 |                                            | {\displaystyle \leq 2\times 10^{-19}}     |                                       |                                           | UHECR    | Astr.       |
| Kaufhold et al.      | 2007 |                                            | {\displaystyle \leq 10^{-17}}             |                                       |                                           | UHECR    | Astr.       |
| Altschul             | 2005 |                                            |                                           | {\displaystyle \leq 6\times 10^{-20}} |                                           | Electron | Astr.       |
| Gagnon et al.        | 2004 | {\displaystyle \leq -2\times 10^{-21}}     | {\displaystyle \leq 5\times 10^{-24}}     |                                       |                                           | UHECR    | Astr.       |
| Jacobson et al.      | 2003 | {\displaystyle \leq -2\times 10^{-16}}     | {\displaystyle \leq 5\times 10^{-20}}     |                                       |                                           | Electron | Astr.       |
| Coleman & Glashow    | 1997 | {\displaystyle \leq -1{,}5\times 10^{-15}} | {\displaystyle \leq 5\times 10^{-23}}     |                                       |                                           | UHECR    | Astr.       |

### Uhrenvergleich und Spinmessungen
Diese oft als Hughes-Drever- oder Uhrenvergleichsexperimente („Clock comparison experiments“) bezeichneten spektroskopischen Tests untersuchen Abweichungen von der Lorentzinvarianz bei Protonen, und Neutronen. Es werden dabei Untersuchungen des Energieniveaus durchgeführt, wobei Anisotropien in den Frequenzen („Uhren“) festgestellt werden können, welche beispielsweise durch das Vorhandensein eines bevorzugten Bezugssystems gemäß SME auftreten sollten. Untersucht werden Vektorspin- und Tensorwechselwirkungen und werden oft beschrieben mittels CPT-odd/even-Termen der SME, besonders bezüglich der Parameter von {\displaystyle b_{\mu }} und {\displaystyle c_{\mu \nu }}. Diese Experimente gehören zu den präzisesten überhaupt, da Abweichungen von bis zu {\displaystyle 10^{-33}} GeV feststellbar wären. Durch Benutzung von spinpolarisierten Torsionswaagen konnten entsprechende Grenzen auch bei Elektronen erreicht werden.
Auch mit diesen Experimenten kann die Grenzgeschwindigkeit von Materie untersucht werden, besonders im Zusammenhang mit den Parametern von {\displaystyle c_{\mu \nu }} analog zu den Schwellenenergie-Effekten.
| Autor               | Jahr | SME-Grenzen                                    | SME-Grenzen                                     | SME-Grenzen                                     | Parameter                    |
| Autor               | Jahr | Proton                                         | Neutron                                         | Elektron                                        | Parameter                    |
| ------------------- | ---- | ---------------------------------------------- | ----------------------------------------------- | ----------------------------------------------- | ---------------------------- |
| Allmendinger et al. | 2013 |                                                | {\displaystyle <6{,}7\times 10^{-34}}           |                                                 | {\displaystyle b_{\mu }}     |
| Hohensee et al.     | 2013 |                                                |                                                 | {\displaystyle (-9{,}0\pm 11)\times 10^{-17}}   | {\displaystyle c_{\mu \nu }} |
| Peck et al.         | 2012 | {\displaystyle <4\times 10^{-30}}              | {\displaystyle <3{,}7\times 10^{-31}}           |                                                 | {\displaystyle b_{\mu }}     |
| Smiciklas et al.    | 2011 |                                                | {\displaystyle (4{,}8\pm 4{,}4)\times 10^{-32}} |                                                 | {\displaystyle c_{\mu \nu }} |
| Gemmel et al.       | 2010 |                                                | {\displaystyle <3{,}7\times 10^{-32}}           |                                                 | {\displaystyle b_{\mu }}     |
| Brown et al.        | 2010 | {\displaystyle <6\times 10^{-32}}              | {\displaystyle <3{,}7\times 10^{-33}}           |                                                 | {\displaystyle b_{\mu }}     |
| Altarev et al.      | 2009 |                                                | {\displaystyle <2\times 10^{-29}}               |                                                 | {\displaystyle b_{\mu }}     |
| Heckel et al.       | 2008 |                                                |                                                 | {\displaystyle (4{,}0\pm 3{,}3)\times 10^{-31}} | {\displaystyle b_{\mu }}     |
| Wolf et al.         | 2006 | {\displaystyle (-1{,}8(2{,}8))\times 10^{-25}} |                                                 |                                                 | {\displaystyle c_{\mu \nu }} |
| Canè et al.         | 2004 |                                                | {\displaystyle (8{,}0\pm 9{,}5)\times 10^{-32}} |                                                 | {\displaystyle b_{\mu }}     |
| Heckel et al.       | 2006 |                                                |                                                 | {\displaystyle <5\times 10^{-30}}               | {\displaystyle b_{\mu }}     |
| Humphrey et al.     | 2003 |                                                |                                                 | {\displaystyle <2\times 10^{-27}}               | {\displaystyle b_{\mu }}     |
| Hou et al.          | 2003 |                                                |                                                 | {\displaystyle (1{,}8\pm 5{,}3)\times 10^{-30}} | {\displaystyle b_{\mu }}     |
| Phillips et al.     | 2001 | {\displaystyle <2\times 10^{-27}}              |                                                 |                                                 | {\displaystyle b_{\mu }}     |
| Bear et al.         | 2000 |                                                | {\displaystyle (4{,}0\pm 3{,}3)\times 10^{-31}} |                                                 | {\displaystyle b_{\mu }}     |

## Zeitdilatation
Die klassischen Experimente zum Nachweis der Zeitdilatation bzw. des relativistischen Dopplereffekts, wie das Ives-Stilwell-Experiment, die
Mößbauer-Rotor-Experimente, und die Zeitdilatation bewegter Teilchen, werden ebenfalls wiederholt. Dabei werden beispielsweise Lithium-Ionen in Speicherringen verwendet. Sogar bei alltäglichen Geschwindigkeiten von 36 km/h konnten Chou et al. (2010) eine entsprechende Frequenzverschiebung von rund 10−16 aufgrund der Zeitdilatation messen.
| Autor            | Jahr | Geschwindigkeit | Max. Abweichung von der Zeitdilatation   | RMS-Grenzen vierter Ordnung              |
| ---------------- | ---- | --------------- | ---------------------------------------- | ---------------------------------------- |
| Novotny et al.   | 2009 | 0,34c           | {\displaystyle \leq 1{,}3\times 10^{-6}} | {\displaystyle \leq 1{,}2\times 10^{-5}} |
| Reinhardt et al. | 2007 | 0,064c          | {\displaystyle \leq 8{,}4\times 10^{-8}} |                                          |
| Saathoff et al.  | 2003 | 0,064c          | {\displaystyle \leq 2{,}2\times 10^{-7}} |                                          |
| Grieser et al.   | 1994 | 0,064c          | {\displaystyle \leq 1\times 10^{-6}}     | {\displaystyle \leq 2{,}7\times 10^{-4}} |

## CPT- und Antimaterietests
Die Lorentz-Invarianz ist eng verknüpft mit der CPT-Symmetrie in lokalen Quantenfeldtheorien (mit nicht-lokalen Ausnahmen). Daraus folgt u. a. eine strenge Symmetrie in der Masse von Teilchen und ihren Antiteilchen wie auch gleiche Zerfallszeiten (für ältere Tests dieser Art siehe Zeitdilatation bewegter Teilchen). Bei modernen Tests werden vor allem neutrale Mesonen untersucht. In großen Teilchenbeschleunigern werden darüber hinaus auch Massendifferenzen zwischen Top- und Antitopquarks untersucht.
| Neutrale B-Mesonen | Neutrale B-Mesonen |
| Autor              | Jahr               |
| ------------------ | ------------------ |
| Belle              | 2012               |
| Kostelecký et al.  | 2010               |
| BaBar              | 2008               |
| Belle              | 2003               |
| Neutrale D-Mesonen |                    |
| FOCUS              | 2003               |

| Neutrale Kaonen | Neutrale Kaonen |
| Autor           | Jahr            |
| --------------- | --------------- |
| KTeV            | 2011            |
| KLOE            | 2006            |
| CPLEAR          | 2003            |
| KTeV            | 2003            |
| NA31            | 1990            |

| Top- und Antitopquarks | Top- und Antitopquarks |
| Autor                  | Jahr                   |
| ---------------------- | ---------------------- |
| CDF                    | 2012                   |
| CMS                    | 2012                   |
| D0-Experiment          | 2011                   |
| CDF                    | 2011                   |
| D0                     | 2009                   |

Gemäß der Standardmodellerweiterung sind zusätzlich folgende Faktoren von Bedeutung: die das System bestimmenden elektromagnetischen, gravitativen, und nuklearen Felder müssen ebenso wie die Rotation und der Orbit der Erde berücksichtigt werden. Neben obigen Experimenten können solche Effekte beispielsweise mit Penning-Fallen festgestellt werden. Dabei werden einzelne, geladene Teilchen und deren antimaterielle Gegenstücke festgehalten. Dazu werden ein starkes Magnetfeld, um die Teilchen nahe der Zentralachse zu halten, und ein elektrisches Feld, das die Teilchen entsprechend ausrichtet, sollten sie zu weit entlang der Achse verstreut sein, benutzt. Die Bewegungsfrequenzen der festgehaltenen Teilchen können mit erheblicher Präzision überwacht und gemessen werden. Gabrielse et al. (1999) führten Proton-Antiproton-Messungen durch. Dabei wurden die Zyklotronfrequenzen der festgehaltenen Teilchen verglichen, wobei eine Genauigkeit von {\displaystyle 9\cdot 10^{-11}} erreicht wurde.
Hans Dehmelt et al. (1999) überprüften mit Penningfallen die Anomaliefrequenzen, welche eine wichtige Rolle in der Messung des gyromagnetischen Verhältnisses des Elektrons spielt, wobei die maximale Abweichung auf 10−24 GeV eingegrenzt werden konnte.
Daneben werden auch Tests an Myonen durchgeführt. Da die Lebenszeit von Myonen nur wenige Millisekunden beträgt, unterscheiden sich diese Experimente erheblich von denen mit Elektronen und Positronen. Hughes et al. (2001) veröffentlichten Daten über deren Suche nach siderischen Signalen im Spektrum von Myonium. Es konnten keine Abweichungen von der Lorentzinvarianz gefunden werden, wobei die maximale Grenze dafür auf {\displaystyle 2\cdot 10^{-23}} eingegrenzt werden konnte.
Die „Muon g−2“-Gruppe des Brookhaven National Laboratory forschte nach Abweichungen in den Anomaliefrequenzen von Myonen und Antimyonen. Ebenso suchten sie nach siderischen Variationen unter Berücksichtigung der Orientierung der Erde relativ zu einem sonnenzentrierten Inertialsystem. Auch hier konnten keine Abweichungen von der Lorentzinvarianz gefunden werden.

## Andere Teilchen und Wechselwirkungen
Teilchen der dritten Generation wurden ebenfalls auf mögliche Lorentzverletzungen untersucht und im Rahmen der SME analysiert. Altschul (2007) forschte nach anomaler Absorption von kosmischen Hochenergiestrahlen und fand eine Obergrenze für Lorentzverletzungen für das τ-Lepton von 10−8.
Während des BaBar-Experiment (2007) wurde anhand von B-Mesonen (und somit Bottom-Quarks) nach siderischen Variationen während der Erdrotation geforscht. Lorentz- und CPT-Verletzungen konnten ausgeschlossen werden mit einer Obergrenze von {\displaystyle \leq (-3{,}0\pm 2{,}4)\times 10^{-15}}.
Auch Top-Quark-Paare wurden während des D0-Experiments untersucht (2012), wobei gezeigt wurde, dass die Erzeugung dieser Paare nicht von der siderischen Zeit während der Erdrotation abhängt.
Grenzen für Lorentzverletzungen bei Bhabha-Streuung (der quantenelektrodynamischen Elektron-Positron-Streuung) wurden von Charneski et al. (2012) ermittelt. Sie zeigten, dass die differentiellen Querschnitte für die vektoriellen und axialen Kopplungen in der Quantenfeldtheorie bei Anwesenheit von Lorentzverletzungen richtungsabhängig werden. Die Abwesenheit dieses Effekts ergaben eine Obergrenze von {\displaystyle \leq 10^{14}({\text{eV}})^{-1}}.

## Gravitation
Da die SRT und somit auch Lorentzinvarianz lokal im Rahmen der allgemeinen Relativitätstheorie (ART) erfüllt sein müssen, können Verletzungen der Lorentzinvarianz auch durch Analyse der Auswirkungen von Gravitationsfeldern untersucht werden. Allgemein wurde zur Analyse von Abweichungen von der ART der parametrisierte post-newtonsche Formalismus (PPN) entwickelt. Dieser enthält auch die Parameter {\displaystyle \alpha _{1}}, {\displaystyle \alpha _{2}} und {\displaystyle \alpha _{3}} zur Beschreibung von Effekten eines „bevorzugten Bezugssystems“, welche Lorentzverletzungen entsprechen. Dazu wurden eine Reihe von Tests durchgeführt, siehe Tests der allgemeinen Relativitätstheorie. Lorentzverletzungen werden dabei auch in Rahmen diverser Alternativen zur ART wie der Schleifenquantengravitation, Emergente Gravitation, Einstein-Äthertheorie, oder Hořava-Lifshitz-Gravitation diskutiert.
Der Einfluss von Lorentzverletzungen auf Gravitationsfelder wurde auch im Rahmen von SME untersucht. Bailey and Kostelecky (2006) schränkten die Möglichkeit von Lorentzverletzungen auf bis zu 10−9 ein, indem sie die Apsidendrehung von Merkur untersuchten, und bis zu 10−13 durch Untersuchung von solarer Spinpräzession. Battat et al. (2007) studierten Lunar-Laser-Ranging-Daten und fanden keinerlei oszillatorische Veränderungen im Mondorbit. Sie erreichten dabei eine Obergrenze für Lorentzverletzungen von bis zu {\displaystyle (6{,}9\pm 4{,}5)\times 10^{-11}}. Iorio (2012) ermittelte Grenzen auf dem 10−9-Niveau durch Überprüfung der keplerschen Orbitalelemente eines Testteilchens unter dem möglichen Einfluss von lorentzverletzenden gravitomagnetischen Beschleunigungen. Xie (2012) analysiert das Voranrücken des Periastron von Doppelpulsaren, mit Obergrenzen für Lorentzverletzungen auf dem 10−10-Niveau.

## Neutrinotests

### Neutrinooszillationen
Obwohl Neutrinooszillationen experimentell nachgewiesen wurden, sind die theoretischen Grundlagen noch umstritten, was Voraussagen möglicher Abweichungen von der Lorentzinvarianz, bzw. deren Interpretation, sollten experimentelle Befunde eine solche nahelegen, schwierig macht (wie beispielsweise die Problematik um sterile Neutrinos). Während man gewöhnlich annimmt, dass diese Oszillationen das Vorhandensein einer Neutrinomasse beweisen, gibt es auch Annahmen, wonach die Neutrinos masselos sind, und die Oszillationen das Produkt von Verletzungen der Lorentzinvarianz sind. D.h. das Auftreten von Oszillationen an sich wäre bereits als Lorentzverletzung zu verstehen. Jedoch liegen befriedigende lorentzinvariante Erklärungsmodelle, welche das Standardmodell ergänzen, bereits vor, sodass etwaige Lorentzverletzungen wohl nur noch als Abweichungen von diesen Modellen zu verstehen sind.
Lorentz- und CPT-Verletzungen, beispielsweise aufgrund einer Anisotropie des Raumes bei Vorhandensein eines bevorzugten Hintergrundes, könnten zu einer siderischen Abhängigkeit der Wahrscheinlichkeit des Auftretens von Neutrinooszillationen führen. Anisotropiemessungen konnten den Spielraum für solche Anisotropien erheblich einschränken:
| Name         | Jahr | SME-Grenzen in GeV            |
| ------------ | ---- | ----------------------------- |
| Double Chooz | 2012 | {\displaystyle \leq 10^{-20}} |
| MINOS        | 2012 | {\displaystyle \leq 10^{-23}} |
| MiniBooNE    | 2012 | {\displaystyle \leq 10^{-20}} |
| IceCube      | 2010 | {\displaystyle \leq 10^{-23}} |
| MINOS        | 2010 | {\displaystyle \leq 10^{-23}} |
| MINOS        | 2008 | {\displaystyle \leq 10^{-20}} |
| LSND\|       | 2005 | {\displaystyle \leq 10^{-19}} |

### Geschwindigkeit
Es wurde eine Reihe von Messungen der Geschwindigkeit der Neutrinos durchgeführt. Wird angenommen, dass Neutrinos masselos sind, müssten sie sich mit Lichtgeschwindigkeit bewegen. Seit der Entdeckung von Neutrinooszillationen wird jedoch angenommen, dass sie Masse besitzen und folglich (unwesentlich) langsamer als Lichtgeschwindigkeit sind. Bisherige Tests zeigen keine signifikanten Abweichungen von der Lichtgeschwindigkeit, mit einer Obergrenze von {\displaystyle (v-c)/c<10^{-9}}. Für Details siehe Messungen der Neutrinogeschwindigkeit.
Gemäß effektiver Feldtheorien wie SME gibt es darüber hinaus auch bei überlichtschnellen Neutrinos indirekte Methoden der Geschwindigkeitsbegrenzung, wie die Anwendung des Vakuum-Tscherenkow-Effekts. So kommt hier Elektron-Positron-Erzeugung in Frage, wodurch überlichtschnelle Neutrinos in kurzer Zeit einen großen Teil ihrer Energie verlieren würden. Eine andere Auswirkung gemäß demselben Modell wäre die Verlängerung der Zerfallszeiten von Pionen in Myonen und Neutrinos. Die Abwesenheit dieser Effekte schränkt mögliche Geschwindigkeitsunterschiede zwischen Licht und Neutrinos erheblich ein.
| Name             | Jahr | Energie | SME-Limits für (v-c)/c                | SME-Limits für (v-c)/c    |
| Name             | Jahr | Energie | Vakuum-Tscherenkow                    | Pionenzerfall             |
| ---------------- | ---- | ------- | ------------------------------------- | ------------------------- |
| Stecker et al.   | 2014 | 1 PeV   | {\displaystyle <5{,}6\times 10^{-19}} |                           |
| Borriello et al. | 2013 | 1 PeV   | {\displaystyle <10^{-18}}             |                           |
| Cowsik et al.    | 2012 | 100 TeV | {\displaystyle <10^{-13}}             | {\displaystyle <10^{-13}} |
| Huo et al.       | 2012 | 400 TeV | {\displaystyle <7{,}8\times 10^{-12}} |                           |
| ICARUS           | 2011 | 17 GeV  | {\displaystyle <2{,}5\times 10^{-8}}  |                           |
| Cowsik et al.    | 2011 | 400 TeV |                                       | {\displaystyle <10^{-12}} |
| Bi et al.        | 2011 | 400 TeV |                                       | {\displaystyle <10^{-12}} |
| Cohen/Glashow    | 2011 | 100 TeV | {\displaystyle <1{,}7\times 10^{-11}} |                           |

Daneben könnten auch Geschwindigkeitsunterschiede zwischen verschiedenen Neutrinoarten auftreten. Ein Vergleich zwischen Myon- und Elektron-Neutrinos durch Sidney Coleman & Sheldon Lee Glashow (1998) ergab ein negatives Resultat, mit einer Obergrenze von {\displaystyle <6\times 10^{-22}}.

## Kontroverse Messungen

### LSND, MiniBooNE
2001 berichtete die LSND-Gruppe über einen 3.8σ Überschuss von Antineutrinowechselwirkungen bei Neutrino-Oszillationen, die dem Standardmodell widersprechen. Erste Resultate des aktuelleren MiniBooNE-Experiments schienen dies zu widerlegen, da kein Überschuss ab Neutrinoenergien von 450 MeV gemessen wurde. Jedoch wurde 2008 ein Überschuss von elektron-artigen Neutrinoereignissen zwischen 200 und 475 MeV gemessen. Und 2010, als der Versuch mit Antineutrinos (wie bei LSND) durchgeführt wurde, konnte in Übereinstimmung mit dem LSND-Resultat ein Überschuss bei Energien von 450 bis 1250 MeV gemessen werden. Ob diese Anomalien durch sterile Neutrinos oder eine andere Hypothese erklärt werden können, oder ob eine Lorentz-Verletzung vorliegt, ist Gegenstand von weiteren experimentellen und theoretischen Untersuchungen.

### Gelöst
2011 veröffentlichte die OPERA-Gruppe in einem arXiv-Vorabdruck Messungen von Neutrinos, die sich angeblich schneller als Licht bewegen (mit 6σ wurde eine hohe Signifikanz angegeben). Inzwischen wurde das Resultat von der OPERA-Gruppe jedoch auf Messfehler zurückgeführt, und ein mit der Lichtgeschwindigkeit übereinstimmendes Resultat vorgelegt. Für mehr Details siehe Messungen der Neutrinogeschwindigkeit.
MINOS berichtete 2010 über Resultate, wonach ein 40 %-Unterschied zwischen den Massen von Neutrinos und Antineutrinos bestünde. Dies würde der CPT- und Lorentz-Symmetrie widersprechen. Jedoch 2011 korrigierten sie ihre Analyse und teilten mit, dass der Effekt nicht so groß wie vorher angenommen ist. 2012 wurde schließlich eine Arbeit veröffentlicht, in welcher der Unterschied und damit die Anomalie verschwunden war.
2007 veröffentlichte die MAGIC-Gruppe eine Arbeit, laut der sie eine mögliche Energieabhängigkeit der Geschwindigkeit von Photonen von Markarjan 501 gemessen hätten. Sie fügten jedoch hinzu, dass energieabhängige Effekte während der Emission eine mögliche alternative Erklärung wäre. Dies wurde jedoch gegenstandslos durch neuere Messungen, insbesondere durch die Fermi-LAT-GBM-Gruppe, die bei weit größerer Genauigkeit und höheren Photonenenergien keinen Effekt feststellen konnten. Siehe Abschnitt Vakuumdispersion.
1997 behaupteten Nodland und Ralston, eine mit Doppelbrechung einhergehende Drehung der Polarisationsebene von Licht entfernter Radiogalaxien gemessen zu haben. Dies deute auf eine Anisotropie des Raumes hin.
Dies sorgte für Aufsehen in einigen Medien, jedoch erschienen daraufhin eine Reihe von Kritiken, welche diese Interpretation zurückwiesen, und auf Fehler in der Auswertung hinwiesen. Aktuellere Arbeiten konnten ebenso keinerlei Anzeichen eines solchen Effekts finden, siehe Abschnitt Vakuumdoppelbrechung.